# Płoniawy-Bramura (village)
Pour les articles homonymes, voir Płoniawy-Bramura.
Płoniawy-Bramura (prononciation : [pwɔˈɲavɨ braˈmura]) est un village polonais de la gmina de Płoniawy-Bramura dans le powiat de Maków de la voïvodie de Mazovie dans le centre-est de la Pologne.
Le village est le siège administratif (chef-lieu) de la gmina appelée gmina de Płoniawy-Bramura.
Il se situe à environ 13 kilomètres au nord de Maków Mazowiecki (siège du powiat) et à 86 kilomètres au nord de Varsovie (capitale de la Pologne).

## Histoire
De 1975 à 1998, le village appartenait administrativement à la voïvodie d'Ostrołęka.